# 虎井發電廠
虎井發電廠為一座位於臺灣澎湖縣馬公市虎井里上的小型火力發電廠，廠區即在虎井海水淡化廠後方，該發電廠是虎井嶼上唯一的一座發電廠，由台灣電力公司所擁有，並由旗下的澎湖營業區處進行廠區管理與營運，全名為台灣電力股份有限公司虎井發電廠。

## 沿革
虎井發電廠初始為島上居民自辦供電業務。直到1976年6月24日，台灣電力公司正式接手虎井嶼上的發電與供電業務，並於發電廠旁增設一間服務所。發電廠及服務所內，台電公司共配置六名人員24小時負責駐廠及供電線路維護。台電公司接辦虎井嶼發電廠後將原本虎井發電廠內唯一的一部小發電機擴充為裝置容量300KW的柴油發電機組，然而當時仍無法全天候24小時供電。而為了將當時僅能限時供電的情況改為全日供電，1980年再執行發電機組的擴建。同年5月29日完工後，虎井發電廠正式供應全島24小時電力。1984年8月以及1990年，虎井發電廠再擴充第二部發電機組，以及增加一部緊急供電發電機，至此虎井發電廠內共裝設三部發電機組。
2009年，台電公司計畫於澎湖本島南方的青灣自海床敷設一條25KVAWG高壓單芯交連PE海底電纜至桶盤嶼及虎井嶼，總工程經額達新臺幣2億元。2010年12月，該項海底電纜敷設工程完工。虎井發電廠功能自此受到取代，廠內全臺灣仍在運轉中最老的柴油發電機組，也在此時結束商轉發電。改由來自澎湖本島的海底電纜供給虎井嶼上的電力。

## 設備

### 發電機組
| 名稱   | 柴油機類型                      | 發電機類型                   | 機組數量 | 發電燃料 | 裝置容量（MW） | 商轉日期  | 狀態   |
| ------ | ------------------------------- | ---------------------------- | -------- | -------- | -------------- | --------- | ------ |
| 一號機 | 英国Mirrlees Blackstone製柴油機 | 英国BRUSH製交流式同步發電機  | 1        | 柴油     | 0.3MW          | 1980年5月 | 備役中 |
| 二號機 | 英国Mirrlees Blackstone製柴油機 | 臺灣大同公司交流式同步發電機 | 1        | 柴油     | 0.3MW          | 1990年5月 | 備役中 |

## 圖集

虎井發電廠與海水淡化廠
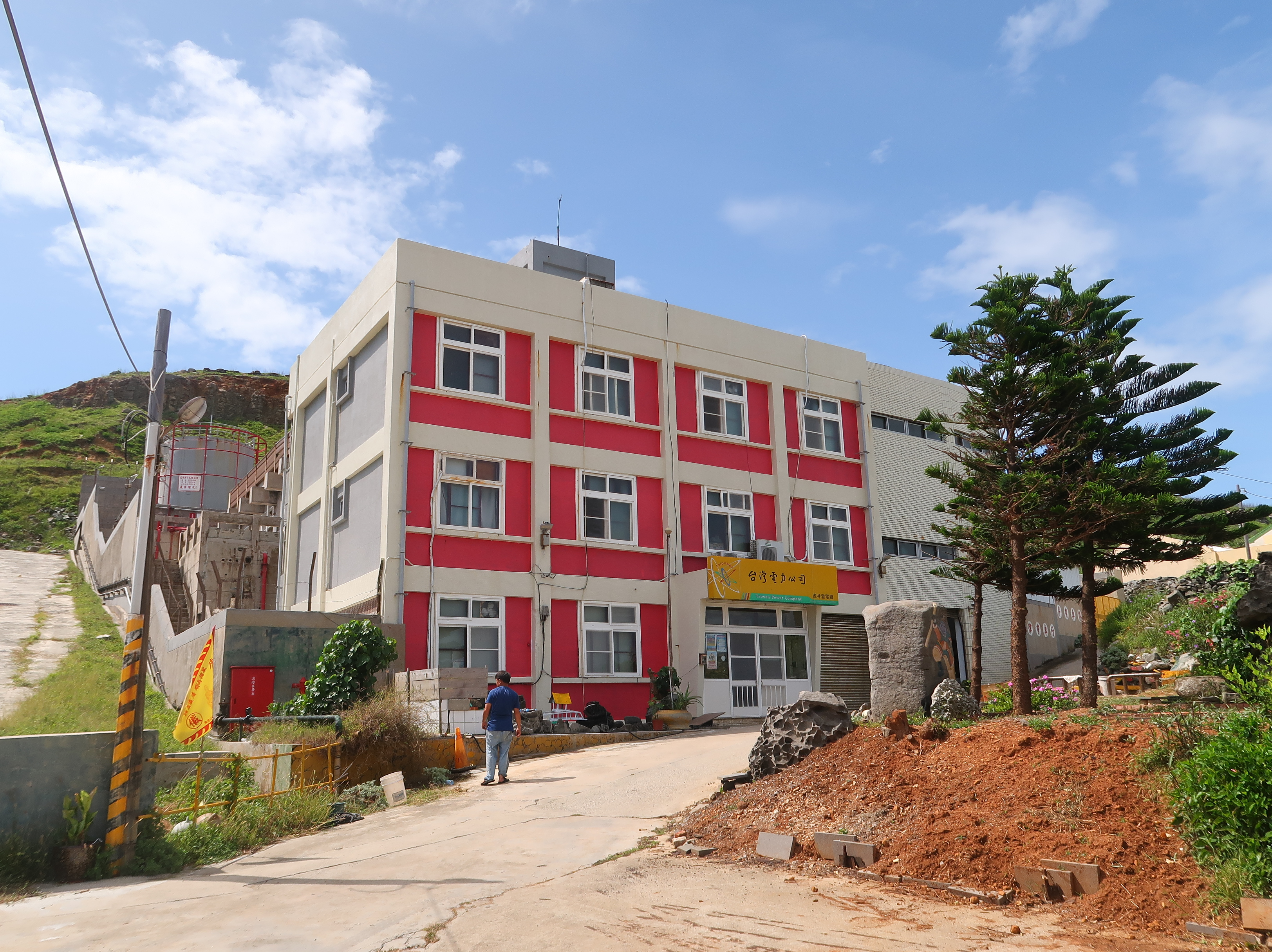
台灣電力公司
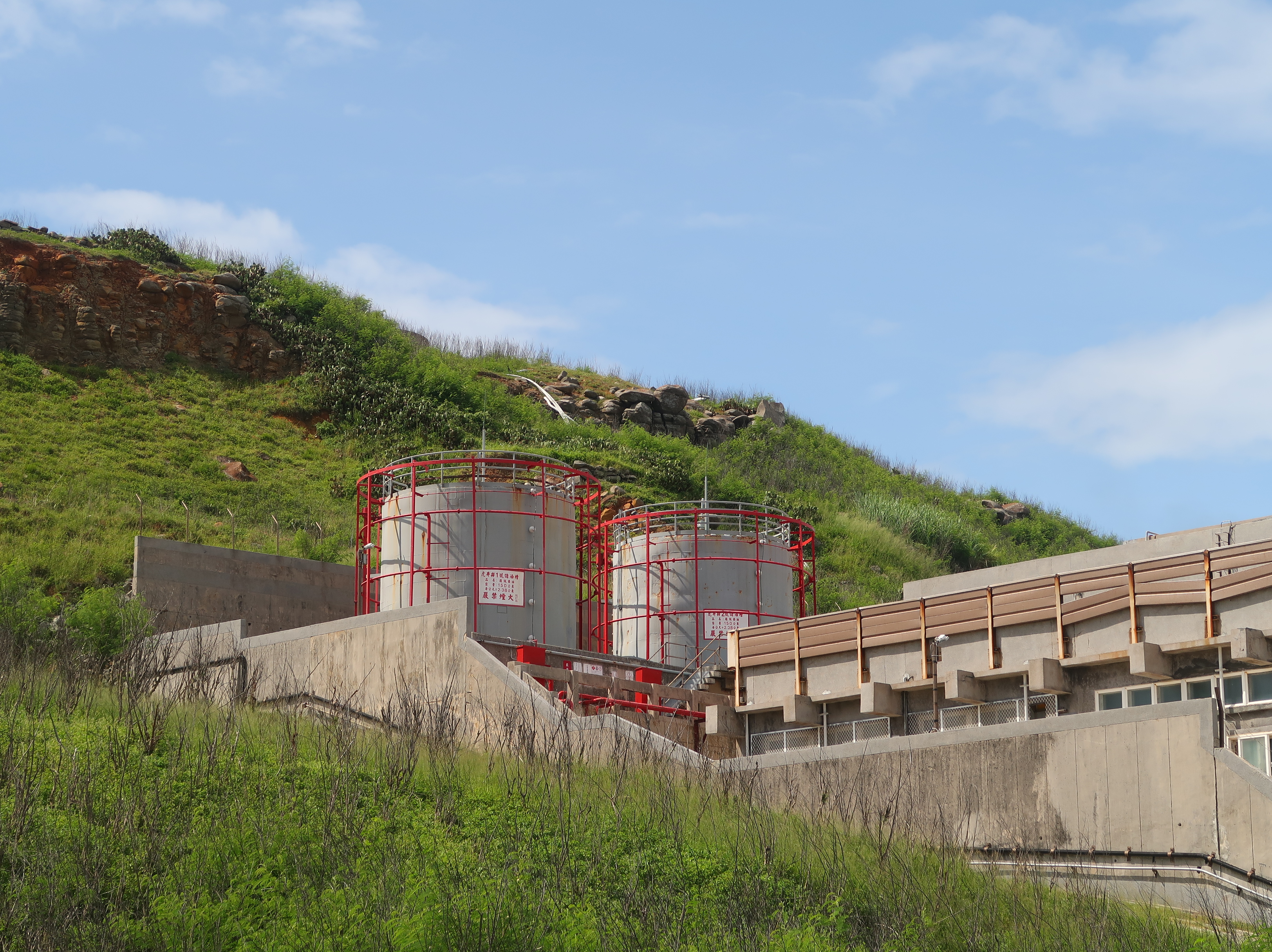
發電廠儲油槽
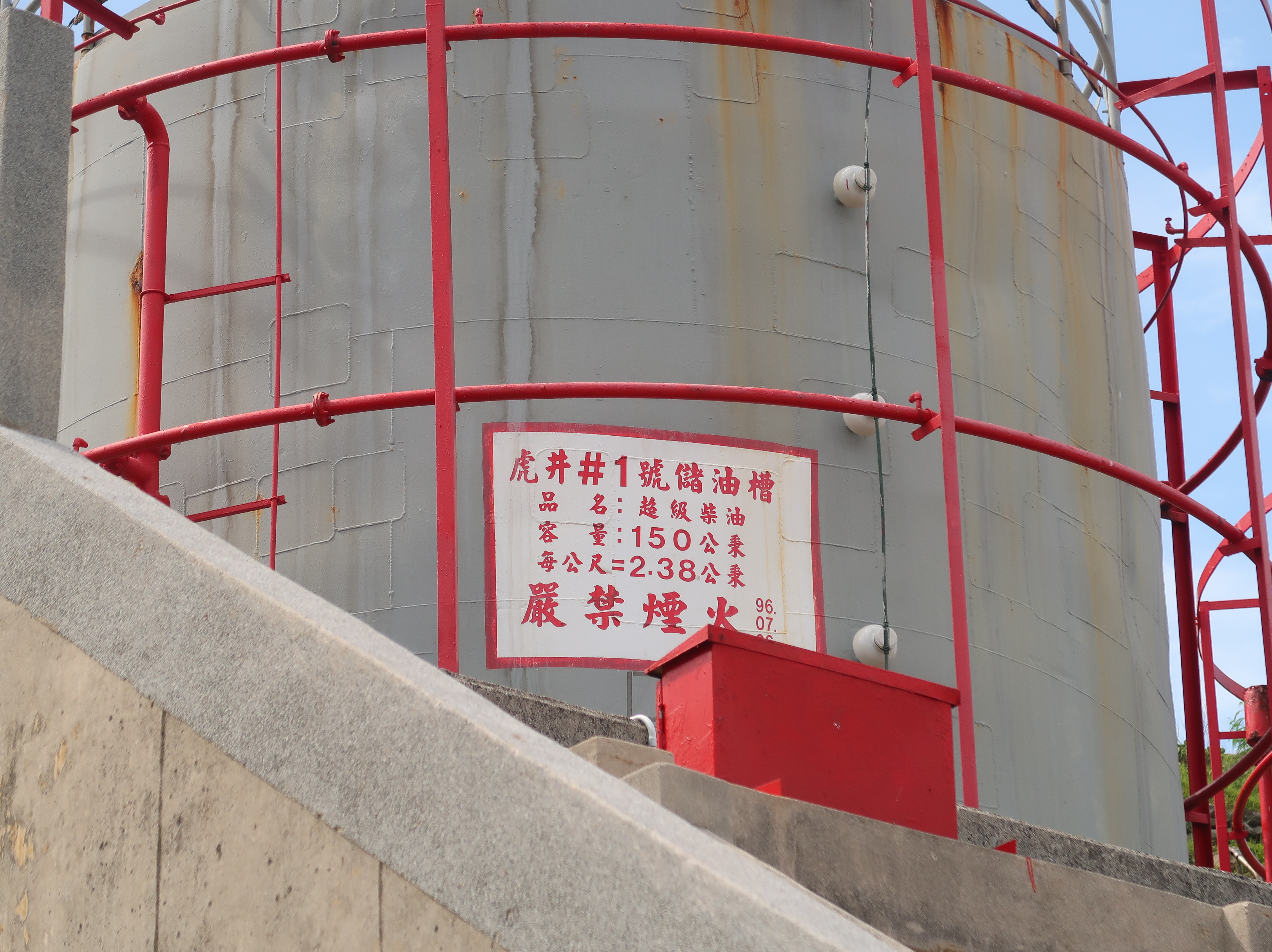
一號儲油槽

## 資料來源
1. ↑  . 經濟部能源局 - 能源報導. 2005-12  [2016-03-06]. （原始内容存档于2017-01-11） （中文（臺灣））.
2. ↑  . 台灣電力公司 澎湖區營業處.   [2016-03-07]. （原始内容存档于2017-03-27） （中文（臺灣））.
3. 1 2 3 4  朱瑞墉.  (PDF). 源雜誌. 2009-07  [2016-03-07]. （原始内容存档 (PDF)于2021-04-12） （中文（臺灣））.
4. ↑  郭玫君. . 聯合新聞網. 2015-03-15  [2016-03-07] （中文（臺灣））.[永久]
5. 1 2 3 4 5 6 7 8   (PDF). 台灣電力公司 台電月刊. 2010-01  [2016-03-07]. （原始内容 (PDF)存档于2017-03-27） （中文（臺灣））.
6. ↑  . 國家發展委員會 公務出國報告資訊網. 2012-08-06  [2016-03-07]. （原始内容存档于2017-03-27） （中文（臺灣））.
7. ↑  黃政義. . 澎湖日報. 2008-07-27  [2016-03-07]. （原始内容存档于2017-03-27） （中文（臺灣））.

## 外部連結
- 虎井電廠簡介

23°29′20″N 119°31′14″E / 23.488999°N 119.520644°E